# David Rozehnal
David Rozehnal [ˈdavit ˈrɔzɛɦnal] (* 5. Juli 1980 in Šternberk) ist ein tschechischer Fußballspieler, der als Trainer bei TJ Sokol Kožušany aktiv ist.

## Karriere

### Verein
Von seinem Ortsverein in Kožušany wechselte Rozehnal in der Jugend in der Bezirkshauptstadt zum SK Sigma Olmütz. Dort stieg er 1999 bis in die Erstligamannschaft auf und nach zwei Aufbaujahren war er ab 2001 Stammspieler der Olmützer Abwehr. Gleichzeitig machte er auch in der Jugendauswahl Tschechiens Karriere und 2002 gehörte er zur siegreichen U21-Europameisterschaftsmannschaft des Landes.
2003 folgte der erfolgreiche Wechsel in die belgische Erste Division zum FC Brügge. Dort etablierte er sich ebenfalls als Abwehrspieler und konnte in zwei Jahren bei einer Meisterschaft und einem Pokalsieg mithelfen. Danach wechselte der umworbene Tscheche in eine große Liga nach Frankreich zu Paris Saint-Germain. In der Saison 2005/06 absolvierte er alle Ligaspiele für den Verein und im Pokalwettbewerb gelang Saint-Germain der Sieg.
Zur Saison 2007/08 wechselte Rozehnal zu Newcastle United. Dort erhielt er einen Vertrag bis 2011. Ende Januar 2008 wurde er zunächst bis Saisonende an Lazio Rom ausgeliehen und im Sommer 2008 fest von Lazio Rom verpflichtet.
Im Juli 2009 wechselte er zum Hamburger SV, bei dem er einen Dreijahresvertrag unterschrieb. Am 14. März 2010, dem 26. Spieltag der Saison 2009/10, erzielte er bei der 2:4-Auswärtsniederlage gegen Bayer 04 Leverkusen sein erstes und einzige Bundesligator für den HSV. Nachdem er unter dem neuen Trainer Armin Veh nicht mehr berücksichtigt worden war, spielte er in der Saison 2010/11 zunächst auf Leihbasis für den französischen Europa-League-Teilnehmer OSC Lille. Mit dem Klub aus dem Nord-Pas-de-Calais gewann er 2011 das Double (Pokalsieg und Meisterschaft).
Am 29. Juni 2011 verpflichtete OSC Lille Rozehnal fest vom Hamburger SV. Rozehnal unterschrieb einen neuen Drei-Jahres-Vertrag bis zum 30. Juni 2014. Im Juli 2015 schloss sich Rozehnal dem KV Oostende an. Im April 2018 beendete er offiziell seine Profi-Karriere, um seine Karriere als Spieler-Trainer bei seinen Jugendverein TJ Sokol Kožušany ausklingen zu lassen.

### Nationalmannschaft
Für die tschechische Nationalmannschaft spielte er von 2004 bis 2009. Er erspielte mit dem Team die Qualifikation zur Fußball-Weltmeisterschaft 2006 in Deutschland und gehörte dort fest zur Abwehr.
Am 12. August 2009 schoss er sein erstes Länderspieltor. Beim 3:1-Sieg der tschechischen Mannschaft gegen Belgien erzielte er den dritten Treffer.

## Titel und Erfolge
- Junioren-Europameister 2002 mit der tschechischen U21-Nationalmannschaft
- Belgischer Meister 2005 (FC Brügge)
- Belgischer Pokal 2004 (FC Brügge)
- Coupe de France 2006 (Paris Saint-Germain)
- Italienischer Pokalsieger: 2009 (Lazio Rom)
- Coupe de France 2011 (OSC Lille)
- Französischer Fußballmeister 2011 (OSC Lille)

## Belege
1. 1 2  David Rozehnal : trois ans de plus au LOSC (Seite nicht mehr abrufbar, festgestellt im Dezember 2023. Suche in Webarchiven)  Info: Der Link wurde automatisch als defekt markiert. Bitte prüfe den Link gemäß Anleitung und entferne dann diesen Hinweis.
2. ↑  David Rozehnal - fotbalunas.cz
3. ↑  Kožušany nedaly soupeři šanci | Hanácký Večerník
4. ↑  Bayer bleibt dank Kießling ganz oben dabei, Spielbericht auf kicker.de, abgerufen am 7. April 2018.
5. ↑  Spielerprofil (Memento des Originals vom 10. März 2016 im Internet Archive)  Info: Der Archivlink wurde automatisch eingesetzt und noch nicht geprüft. Bitte prüfe Original- und Archivlink gemäß Anleitung und entferne dann diesen Hinweis., Internetpräsenz des KV Oostende, abgerufen am 4. August 2015.
6. ↑  Tscheche Rozehnal beendet Karriere, auf transfermarkt.de, abgerufen am 7. April 2018.
7. ↑  Rok po kariéře. Rozehnal vypráví o charitě, Olomouci i mezní situaci

| Personendaten    | Personendaten                |
| ---------------- | ---------------------------- |
| NAME             | Rozehnal, David              |
| KURZBESCHREIBUNG | tschechischer Fußballspieler |
| GEBURTSDATUM     | 5. Juli 1980                 |
| GEBURTSORT       | Šternberk, Tschechoslowakei  |